# Hilda av Nassau
Hilda av Nassau (Hilda Charlotte Wilhelmine) född 5 november 1864 i Biebrich, död 8 februari 1952 i Badenweiler, var en tysk prinsessa som genom giftermål var storhertiginna av Baden.

## Biografi
Hilda av Nassau var dotter till Adolf av Luxemburg och före detta regent av Nassau, och Adelheid av Anhalt-Dessau samt gift 1885 med storhertig Fredrik II av Baden. Paret fick inga barn.
Under revolutionen 1918 flydde hon med resten av familjen ut genom ett fönster på baksidan av slottet i Karlsruhe. Familjen beskyddades av den nya regeringen, till stor del för att Sveriges drottning, Hildas svägerska Victoria av Baden, då var deras gäst, och bodde på slottet Langenstein tills det politiska läget hade lugnat ned sig och de 1919 kunde flytta till Mainau som privatpersoner. Under denna tid ska Hilda ha lättat upp stämningen med sin humor och sitt goda humör. Hon ägnade sig sedan alltmer åt att vårda sin sjuklige make.
Hilda beskrivs som intelligent och humoristisk och med ett stort intresse för konst. Hon besökte ofta konstutställningar. Ett museum och flera skolor och gator är uppkallade efter henne.